# Susan Kare
Susan Kare   (Ithaca, 5 de febrer de 1954) és una artista i dissenyadora gràfica que va crear molts dels elements de la interfície per l'Apple Macintosh en els anys 80. També va ser una de les treballadores originals de NeXT (l'empresa formada per Steve Jobs després de deixar Apple l'any 1985), treballant-hi com a Directora Creativa.

## Biografia
Va néixer en Ithaca, Nova York, i és la germana de l'enginyer aeroespacial Jordin Kare. Es va graduar al Harriton High School l'any 1971. L'any 1975 va obtenir el grau en arts summa cum laude al Mount Holyoke College i el 1978 es va doctorar per la Universitat de Nova York. Es va traslladar a San Francisco i va treballar pels Museus de Belles Arts.

## Apple Computer Inc.

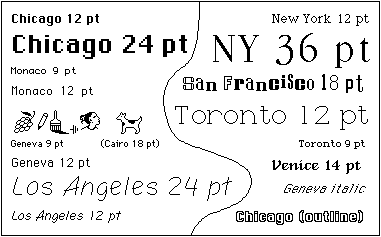
Les fonts que va dissenyar pels Mac (1983-1984)

Kare va anar a treballar a Apple Computer després de rebre una trucada de l'amic d'institut Andy Hertzfeld a principis dels anys 80. Membre de l'equip original de disseny de l'Apple Macintosh va treballar-hi des de 1982 (Placa #3978). Primer la van contractar al grup de programari dels Macintosh per dissenyar gràfics de la interfície d'usuari i fonts; les seves targetes de visita d'empresa deien "HI Macintosh Artist". Més endavant, va ser la Directora Creativa de Apple Creative Services treballant pel Director d'aquella organització, en Tom Suiter.
És la dissenyadora de moltes tipografies, icones, i material de màrqueting original del sistema operatiu original Macintosh. Es poden veure herències del seu treball innovador a moltes eines gràfiques i accessoris, especialment icones com el Lasso, el Grabber, i la Galleda de Pintura. Pionera del pixel art, les seves feines més reconegudes de la seva època a Apple són la tipografia Chicago (la tipografia més famosa de la interfíci d'usuari del Mac OS, així com la tipografia utilitzada en la interfície de les primeres quatre generacions de l'Apple iPod), la tipografia Geneva, la tipografia original monospace Mònaco, Clarus el Dogcow, el Mac feliç (l'ordinador somrient que donava la benvinguda als usuaris dels Mac quan engegaven les seves màquines), i el símbol de la tecla de comandes dels teclats Apple.

## Després d'Apple
Després de deixar Apple, Kare va anar a NeXT com a dissenyadora, treballant amb clients com Microsoft i IBM. Els seus projectes per Microsoft van incloure el joc de cartes del joc del Solitari del Windows 3.0, així com nombrosos elements de disseny i icones pel Windows 3.0. Moltes de les seves icones, com la del Bloc de notes i diversos Plafons de Control, s'han mantingut essencialment inalterats fins al Windows XP. Per IBM va produir icones i elements de disseny per l'OS/2; per Eazel va fer iconografia pel gestor de fitxers Nautilus.
L'any 2003 va ser membre de l'equip fundador de Glam Media (ara Mode Media).
La botiga del Museu d'Art Modern de Ciutat de Nova York ha començat començat a vendre articles de papereria i llibretes amb els seus dissenys. Des del 7 de febrer de 2007, ha creat icones dels «Regals» de la xarxa social Facebook. Inicialment, els beneficis de vendes dels regals van ser donats a la Fundació Susan G. Komen for the Cure, per la lluita contra càncer de pit.
L'agost de 2012, va ser cridada com a testimoni expert per Apple en el judici d'infracció de patent de l'empresa contra el seu competidor Samsung.
Actualment dirigeix una escola de disseny digital a San Francisco i ven impressions signades a kareprints.com.